# الدوري الباراغواياني لكرة القدم 2013
الدوري الأوروغواياني لكرة القدم 2013 (بالإسبانية: Torneo Apertura 2013) هو الموسم 103، و108 من  الدوري الباراغواياني لكرة القدم. كان عدد الأندية المشاركة فيه  12، وفاز فيه ناسيونال أسونسيون.

## نتائج الموسم
| المركز | فريق              | لعب | ف | ت | خ | له | عليه | ف.أ | نقاط | ملاحظة |
| ------ | ----------------- | --- | - | - | - | -- | ---- | --- | ---- | ------ |
|        | ناسيونال أسونسيون |     |   |   |   |    |      |     |      |        |